# La Vierge au chapelet
La Vierge au chapelet – ou simplement La Vierge et l'Enfant – est un tableau réalisé par le peintre espagnol Bartolomé Esteban Murillo en 1648-1650. Cette huile sur toile est une Madone qui représente l'Enfant Jésus un chapelet en main alors qu'il regarde le spectateur depuis les genoux de Marie, laquelle nous regarde également. Partie des collections du musée du Louvre, à Paris, l'œuvre se trouve en dépôt au musée Goya de Castres, dans le Tarn, depuis 1949.